# Quadrangle de Fredegonde
Le quadrangle de Fredegonde (littéralement :  quadrangle du cratère Frédégonde), aussi identifié par le code USGS V-57, est une région cartographique en quadrangle sur Vénus. Elle est définie par des latitudes comprises entre 50° et 75° S et des longitudes comprises entre 60° et 120° E,. Il tire son nom du cratère Frédégonde.

## Coronæ
- Ambar ona Corona
- Deohako Corona
- Dunne Musun Corona
- Ilyana Corona
- Marzyana Corona
- Mykh Imi Corona
- Shyv Amashe Corona
- Triglava Corona